# Edmond Beaufort (mort en 1471)
Pour les articles homonymes, voir Edmond Beaufort, Maison de Beaufort et Beaufort.
Edmond Beaufort (v. 1438- 6 mai 1471), est un noble anglais et un commandant militaire pendant la Guerre des Deux-Roses.

## Biographie
Edmond Beaufort (v.1438-1471) était fils d'Edmond Beaufort (v.1406-1455), 1er duc de Somerset, et d'Éléonore de Beauchamp († 1467). Son frère Henri Beaufort, 2e duc de Somerset, est exécuté pour trahison en 1464 sur ordre du yorkiste Édouard IV, peu après la bataille de Hexham, et meurt sans héritier. Réfugié en Bourgogne, Edmond n'hérite pas de ses terres et titres, car le parlement d'Angleterre les lui confisque à titre posthume. Edmond décide néanmoins unilatéralement de porter le titre de « duc de Somerset » et est désigné ainsi par ses alliés lancastriens.
Il rentre en Angleterre en novembre 1470, peu après qu'Édouard ait été renversé. Contrairement aux rumeurs, Edmond ne participe pas à la bataille de Barnet, le 14 avril 1471. Il commande l'aile droite de l'armée lancastrienne lors de la bataille de Tewkesbury, le 4 mai 1471, et fut capturé et exécuté quelques jours après. Son jeune frère Jean fut également tué pendant la bataille. Edmond et Jean Beaufort furent inhumés dans l'abbaye de Tewkesbury, dans le Gloucestershire.
Les morts de Henri VI et de son fils quelque temps après aboutirent à l'extinction de la maison de Lancastre et de sa branche cadette de Beaufort. Seul son cousin Henri Tudor, le futur roi Henri VII, put se réfugier en Bretagne.

## Sources
- (en) Cet article est partiellement ou en totalité issu de l’article de Wikipédia en anglais intitulé « Edmund Beaufort, 4th Duke of Somerset » (voir la liste des auteurs).